# ناویا اوکانه
ناویا اوکانه (انگلیسی: Naoya Okane؛ زادهٔ ۱۹ آوریل ۱۹۸۸) بازیکن فوتبال اهل ژاپن است.
از باشگاه‌هایی که در آن بازی کرده‌است می‌توان به باشگاه فوتبال شیمیزو اس-پالس و باشگاه ورزشی توچیگی اشاره کرد.